# Vermileo comstocki
Vermileo comstocki är en tvåvingeart som beskrevs av Wheeler 1918. Vermileo comstocki ingår i släktet Vermileo och familjen Vermileonidae.
Artens utbredningsområde är Kalifornien. Inga underarter finns listade i Catalogue of Life.